# 정적 힘과 가상 입자 교환
정적 힘 장(영어: Static force fields)은 단순한 전기장, 자기장 또는 중력장과 같이 여기 없이 존재하는 장이다. 물리학자들이 산란 계산에 사용하는 가장 일반적인 근사 방법은 두 물체 사이의 상호작용으로 인해 발생하는 정적 힘으로 해석될 수 있으며, 이는 불확정성 원리에 의해 결정되는 짧은 시간 동안만 존재하는 입자인 가상 입자에 의해 매개된다. 매개 입자라고도 알려진 가상 입자는 보손이며, 각 힘과 관련하여 다른 보손들이 존재한다.(pp.  16–37 )
정적 힘에 대한 가상 입자 설명은 만유인력의 법칙과 쿨롱 법칙에서의 역제곱 거동과 같이 힘의 공간적 형태를 식별할 수 있다. 또한 동종 물체에 대한 힘이 인력인지 척력인지도 예측할 수 있다.
경로 적분 공식화는 매개 입자를 설명하는 자연스러운 언어이다. 이 문서는 경로 적분 공식화를 사용하여 스핀 0, 1, 2 장의 매개 입자를 설명한다. 파이 중간자, 광자, 중력자가 이 각각의 범주에 속한다.
가상 입자 그림의 유효성에는 한계가 있다. 가상 입자 공식화는 상호작용이 너무 강하지 않다고 가정하는 섭동 이론이라는 방법에서 파생되었으며, 원자와 같은 구속 상태가 아닌 산란 문제에 사용되었다. 낮은 에너지에서 쿼크를 핵자로 결합하는 강한 힘의 경우, 섭동 이론은 실험과 일치하는 결과를 산출하는 것으로 입증된 적이 없으므로 "힘 매개 입자" 그림의 유효성은 의문시된다. 마찬가지로, 구속 상태의 경우 이 방법은 실패한다. 이러한 경우, 물리적 해석을 다시 검토해야 한다. 예를 들어, 원자 물리학에서 원자 구조 또는 양자 화학에서 분자 구조의 계산은 "힘 매개 입자" 그림을 사용하면 쉽게 반복될 수 없었다.
"힘 매개 입자" 그림(FMPP)의 사용은 비상대론적 양자역학에서는 불필요하며, 쿨롱 법칙은 원자 물리학 및 양자 화학에서 구속 상태와 산란 상태를 모두 계산하는 데 주어진 대로 사용된다. 로렌츠 불변성이 보존되는 비섭동 상대론적 양자 이론은 디랙 방정식을 따르는 참조 전자의 3차원 위치 벡터와 스케일된 시간에만 의존하는 두 번째 전자의 양자 궤적을 사용하여 쿨롱 법칙을 4차원 시공간 상호작용으로 평가함으로써 달성할 수 있다. 앙상블에서 각 전자의 양자 궤적은 각 전자에 대한 디랙 전류를 속도장 곱하기 양자 밀도로 설정하고, 속도장의 시간 적분으로부터 위치장을 계산하고, 마지막으로 위치장의 기댓값으로부터 양자 궤적을 계산함으로써 추론된다. 양자 궤적은 물론 스핀에 의존하며, 이론은 파울리 배타 원리가 페르미온 집합에 대해 준수되는지 확인함으로써 검증될 수 있다.

## 고전적 힘
한 질량이 다른 질량에 가하는 힘과 한 전하가 다른 전하에 가하는 힘은 놀랍도록 유사하다. 둘 다 물체 사이의 거리의 제곱에 반비례한다. 둘 다 물체의 속성 곱에 비례하며, 중력의 경우 질량, 정전기학의 경우 전하이다.
둘은 또한 놀라운 차이를 가지고 있다. 두 질량은 서로 끌어당기는 반면, 두 동종 전하는 서로 밀어낸다.
두 경우 모두 물체는 거리를 두고 서로 작용하는 것처럼 보인다. 장의 개념은 물체 간의 상호작용을 매개하여 원격 작용의 필요성을 없애기 위해 고안되었다. 중력은 중력장에 의해 매개되고 쿨롱 힘은 전자기장에 의해 매개된다.

### 중력
질량 {\displaystyle m}에 다른 질량 {\displaystyle M}이 가하는 중력은 다음과 같다.
{\displaystyle \mathbf {F} =-G{\frac {mM}{r^{2}}}\,{\hat {\mathbf {r} }}=m\mathbf {g} \left(\mathbf {r} \right),}
여기서 G는 중력 상수, r은 질량 사이의 거리, {\displaystyle {\hat {\mathbf {r} }}}은 질량 {\displaystyle M}에서 질량 {\displaystyle m}으로 향하는 단위 벡터이다.
힘은 또한 다음과 같이 쓸 수 있다.
{\displaystyle \mathbf {F} =m\mathbf {g} \left(\mathbf {r} \right),}
여기서 {\displaystyle \mathbf {g} \left(\mathbf {r} \right)}는 장 방정식으로 기술되는 중력장이다.
{\displaystyle \nabla \cdot \mathbf {g} =-4\pi G\rho _{m},}
여기서 {\displaystyle \rho _{m}}은 공간의 각 지점에서의 질량 밀도이다.

### 쿨롱 힘
전하 {\displaystyle q}에 전하 {\displaystyle Q}가 가하는 정전기 쿨롱 힘은 (SI 단위)
{\displaystyle \mathbf {F} ={\frac {1}{4\pi \varepsilon _{0}}}{\frac {qQ}{r^{2}}}\mathbf {\hat {r}} ,}
여기서 {\displaystyle \varepsilon _{0}}는 진공 유전율, {\displaystyle r}은 두 전하의 분리 거리, {\displaystyle \mathbf {\hat {r}} }은 전하 {\displaystyle Q}에서 전하 {\displaystyle q} 방향으로의 단위 벡터이다.
쿨롱 힘은 또한 정전기장의 형태로도 쓸 수 있다.
{\displaystyle \mathbf {F} =q\mathbf {E} \left(\mathbf {r} \right),}
여기서
{\displaystyle \nabla \cdot \mathbf {E} ={\frac {\rho _{q}}{\varepsilon _{0}}};}
{\displaystyle \rho _{q}}는 공간의 각 지점에서의 전하 밀도이다.

## 가상 입자 교환
섭동 이론에서 힘은 가상 입자의 교환에 의해 생성된다. 가상 입자 교환의 역학은 양자역학의 경로 적분 공식화로 가장 잘 설명된다. 그러나 고전적인 중력 및 정전기력이 물체 사이의 거리의 역제곱으로 감소하는 이유와 같이 경로 적분의 복잡한 계산 없이도 얻을 수 있는 통찰력이 있다.

### 가상 입자 교환의 경로 적분 공식화
가상 입자는 진공 상태에 대한 교란에 의해 생성되며, 다른 교란에 의해 다시 진공 상태로 흡수될 때 소멸된다. 이 교란은 가상 입자장과 상호작용하는 물체로 인한 것이라고 상상한다.

#### 확률 진폭
자연단위계에서 {\displaystyle \hbar =c=1}을 사용하여, 가상 입자의 생성, 전파 및 소멸에 대한 확률 진폭은 경로 적분 공식화에서 다음과 같이 주어진다.
{\displaystyle Z\equiv \langle 0|\exp \left(-i{\hat {H}}T\right)|0\rangle =\exp \left(-iET\right)=\int D\varphi \;\exp \left(i{\mathcal {S}}[\varphi ]\right)\;=\exp \left(iW\right)}
여기서 {\displaystyle {\hat {H}}}는 해밀턴 연산자, {\displaystyle T}는 경과 시간, {\displaystyle E}는 교란으로 인한 에너지 변화, {\displaystyle W=-ET}는 교란으로 인한 작용 변화, {\displaystyle \varphi }는 가상 입자의 장이며, 적분은 모든 경로에 대해 수행되고, 고전 작용은 다음과 같이 주어진다.
{\displaystyle {\mathcal {S}}[\varphi ]=\int \mathrm {d} ^{4}x\;{{\mathcal {L}}[\varphi (x)]\,}}
여기서 {\displaystyle {\mathcal {L}}[\varphi (x)]}는 라그랑지언 밀도이다.
여기서 시공간 계량은 다음과 같이 주어진다.
{\displaystyle \eta _{\mu \nu }={\begin{pmatrix}1&0&0&0\\0&-1&0&0\\0&0&-1&0\\0&0&0&-1\end{pmatrix}}.}
경로 적분은 종종 다음과 같은 형태로 변환될 수 있다.
{\displaystyle Z=\int \exp \left[i\int d^{4}x\left({\frac {1}{2}}\varphi {\hat {O}}\varphi +J\varphi \right)\right]D\varphi }
여기서 {\displaystyle {\hat {O}}}는 {\displaystyle \varphi }와 {\displaystyle J}가 시공간의 함수인 미분 연산자이다. 인수의 첫 번째 항은 자유 입자를 나타내고 두 번째 항은 전하 또는 질량과 같은 외부 소스에서 장에 대한 교란을 나타낸다.
적분은 다음과 같이 쓸 수 있다 (Common integrals in quantum field theory § Integrals with differential operators in the argument 참조)
{\displaystyle Z\propto \exp \left(iW\left(J\right)\right)}
여기서
{\displaystyle W\left(J\right)=-{\frac {1}{2}}\iint d^{4}x\;d^{4}y\;J\left(x\right)D\left(x-y\right)J\left(y\right)}
는 교란으로 인한 작용의 변화이며 전파 인자 {\displaystyle D\left(x-y\right)}는 다음의 해이다.
{\displaystyle {\hat {O}}D\left(x-y\right)=\delta ^{4}\left(x-y\right).}

#### 상호작용 에너지
두 개의 물체를 나타내는 두 개의 점 교란이 있고, 이 교란이 움직이지 않고 시간에 대해 일정하다고 가정한다. 교란은 다음과 같이 쓸 수 있다.
{\displaystyle J(x)=\left(J_{1}+J_{2},0,0,0\right)}
{\displaystyle {\begin{aligned}J_{1}&=a_{1}\delta ^{3}\left(\mathbf {x} -\mathbf {x} _{1}\right)\\J_{2}&=a_{2}\delta ^{3}\left(\mathbf {x} -\mathbf {x} _{2}\right)\end{aligned}}}
여기서 델타 함수는 공간에 있고, 교란은 {\displaystyle \mathbf {x} _{1}}과 {\displaystyle \mathbf {x} _{2}}에 위치하며, 계수 {\displaystyle a_{1}}과 {\displaystyle a_{2}}는 교란의 세기이다.
교란의 자기 상호작용을 무시하면 W는 다음과 같이 된다.
{\displaystyle W\left(J\right)=-\iint d^{4}x\;d^{4}y\;J_{1}\left(x\right){\frac {1}{2}}\left[D\left(x-y\right)+D\left(y-x\right)\right]J_{2}\left(y\right),}
이는 다음과 같이 쓸 수 있다.
{\displaystyle W\left(J\right)=-Ta_{1}a_{2}\int {\frac {d^{3}k}{(2\pi )^{3}}}\;\;D\left(k\right)\mid _{k_{0}=0}\;\exp \left(i\mathbf {k} \cdot \left(\mathbf {x} _{1}-\mathbf {x} _{2}\right)\right).}
여기서 {\displaystyle D\left(k\right)}는 다음의 푸리에 변환이다.
{\displaystyle {\frac {1}{2}}\left[D\left(x-y\right)+D\left(y-x\right)\right].}
마지막으로, 진공의 정적 교란으로 인한 에너지 변화는 다음과 같다.
{\displaystyle E=-{\frac {W}{T}}=a_{1}a_{2}\int {\frac {d^{3}k}{(2\pi )^{3}}}\;\;D\left(k\right)\mid _{k_{0}=0}\;\exp \left(i\mathbf {k} \cdot \left(\mathbf {x} _{1}-\mathbf {x} _{2}\right)\right).}
이 양이 음수이면 힘은 인력이다. 양수이면 힘은 척력이다.
정적이고 움직이지 않는 상호작용하는 전류의 예로는 유카와 퍼텐셜, 진공에서의 쿨롱 퍼텐셜, 그리고 단순 플라스마 또는 전자 기체 내의 쿨롱 퍼텐셜이 있다.
상호작용 에너지에 대한 표현은 점 입자가 움직이지만 그 운동이 빛의 속도에 비해 느린 상황으로 일반화될 수 있다. 예로는 진공에서의 다윈 상호작용과 플라스마에서의 다윈 상호작용이 있다.
마지막으로, 상호작용 에너지에 대한 표현은 교란이 점 입자가 아니라 선 전하, 전하 튜브 또는 전류 소용돌이인 상황으로 일반화될 수 있다. 예시는 다음과 같다: 플라스마 또는 전자 기체 내부에 삽입된 두 선 전하, 자기장 내부에 삽입된 두 전류 루프 사이의 쿨롱 퍼텐셜, 그리고 단순 플라스마 또는 전자 기체 내의 전류 루프 사이의 자기 상호작용. 아래에 제시된 전하 튜브 사이의 쿨롱 상호작용 예에서 볼 수 있듯이, 이러한 더 복잡한 기하학적 구조는 분수 양자수와 같은 이국적인 현상으로 이어질 수 있다.

## 선정된 예시

### 유카와 퍼텐셜: 원자핵 내 두 핵자 사이의 힘
스핀-0 라그랑주 밀도를 고려하자.(pp.  21–29 )
{\displaystyle {\mathcal {L}}[\varphi (x)]={\frac {1}{2}}\left[\left(\partial \varphi \right)^{2}-m^{2}\varphi ^{2}\right].}
이 라그랑주에 대한 운동 방정식은 클라인-고든 방정식이다.
{\displaystyle \partial ^{2}\varphi +m^{2}\varphi =0.}
교란을 추가하면 확률 진폭은 다음과 같이 된다.
{\displaystyle Z=\int D\varphi \;\exp \left\{i\int d^{4}\mathbf {x} \;\left[{\frac {1}{2}}\left(\left(\partial \varphi \right)^{2}-m^{2}\varphi ^{2}\right)+J\varphi \right]\right\}.}
부분 적분하고 무한대 경계 항을 무시하면 확률 진폭은 다음과 같이 된다.
{\displaystyle Z=\int D\varphi \;\exp \left\{i\int d^{4}x\;\left[-{\frac {1}{2}}\varphi \left(\partial ^{2}+m^{2}\right)\varphi +J\varphi \right]\right\}.}
이러한 형태의 진폭에서 전파 인자는 다음의 해임을 알 수 있다.
{\displaystyle -\left(\partial ^{2}+m^{2}\right)D\left(x-y\right)=\delta ^{4}\left(x-y\right).}
여기서 다음을 알 수 있다.
{\displaystyle D\left(k\right)\mid _{k_{0}=0}\;=\;-{\frac {1}{k^{2}+m^{2}}}.}
정적 교란으로 인한 에너지는 다음과 같이 된다 (Common integrals in quantum field theory § Yukawa Potential: The Coulomb potential with mass 참조)
{\displaystyle E=-{\frac {a_{1}a_{2}}{4\pi r}}\exp \left(-mr\right)}
여기서
{\displaystyle r^{2}=\left(\mathbf {x} _{1}-\mathbf {x} _{2}\right)^{2}}
이는 인력이고 범위는 {\displaystyle {\frac {1}{m}}.}이다.
유카와는 이 장이 원자핵 내의 두 핵자 사이의 힘을 설명한다고 제안했다. 이는 그가 이 장과 관련된 입자(현재는 파이 중간자로 알려짐)의 범위와 질량을 모두 예측할 수 있게 해주었다.

### 정전기학

#### 진공에서의 쿨롱 퍼텐셜
스핀-1 프로카 라그랑주와 교란을 고려하자.(pp.  30–31 )
{\displaystyle {\mathcal {L}}[\varphi (x)]=-{\frac {1}{4}}F_{\mu \nu }F^{\mu \nu }+{\frac {1}{2}}m^{2}A_{\mu }A^{\mu }+A_{\mu }J^{\mu }}
여기서
{\displaystyle F_{\mu \nu }=\partial _{\mu }A_{\nu }-\partial _{\nu }A_{\mu },}
전하는 보존된다.
{\displaystyle \partial _{\mu }J^{\mu }=0,}
그리고 우리는 로렌츠 게이지를 선택한다.
{\displaystyle \partial _{\mu }A^{\mu }=0.}
또한, 우리는 교란에 대해 시간 성분 {\displaystyle J^{0}}만 존재한다고 가정한다. 일반적인 언어로 말하면, 이는 교란 지점에 전하가 있지만, 전류는 없다는 것을 의미한다.
유카와 퍼텐셜에서와 동일한 절차를 따르면 다음을 찾을 수 있다.
{\displaystyle {\begin{aligned}-{\frac {1}{4}}\int d^{4}xF_{\mu \nu }F^{\mu \nu }&=-{\frac {1}{4}}\int d^{4}x\left(\partial _{\mu }A_{\nu }-\partial _{\nu }A_{\mu }\right)\left(\partial ^{\mu }A^{\nu }-\partial ^{\nu }A^{\mu }\right)\\&={\frac {1}{2}}\int d^{4}x\;A_{\nu }\left(\partial ^{2}A^{\nu }-\partial ^{\nu }\partial _{\mu }A^{\mu }\right)\\&={\frac {1}{2}}\int d^{4}x\;A^{\mu }\left(\eta _{\mu \nu }\partial ^{2}\right)A^{\nu },\end{aligned}}}
이는 다음을 의미한다.
{\displaystyle \eta _{\mu \alpha }\left(\partial ^{2}+m^{2}\right)D^{\alpha \nu }\left(x-y\right)=\delta _{\mu }^{\nu }\delta ^{4}\left(x-y\right)}
그리고
{\displaystyle D_{\mu \nu }\left(k\right)\mid _{k_{0}=0}\;=\;\eta _{\mu \nu }{\frac {1}{-k^{2}+m^{2}}}.}
이는 다음을 산출한다.
{\displaystyle D\left(k\right)\mid _{k_{0}=0}\;=\;{\frac {1}{\mathbf {k} ^{2}+m^{2}}}}
시간꼴 전파 인자에 대해
{\displaystyle E=+{\frac {a_{1}a_{2}}{4\pi r}}\exp \left(-mr\right)}
이는 유카와 경우와 반대 부호를 가진다.
광자 질량이 0인 극한에서, 라그랑주는 전자기학에 대한 라그랑주로 축소된다.
{\displaystyle E={\frac {a_{1}a_{2}}{4\pi r}}.}
따라서 에너지는 쿨롱 힘에 대한 위치 에너지로 감소하고 계수 {\displaystyle a_{1}}과 {\displaystyle a_{2}}는 전하에 비례한다. 유카와 경우와 달리, 이 정전기학적 경우에서는 동종 물체가 서로 밀어낸다.

#### 단순 플라스마 또는 전자 기체 내의 쿨롱 퍼텐셜

##### 플라스마 파동
플라스마 파동의 분산 관계는 다음과 같다.(pp.  75–82 )
{\displaystyle \omega ^{2}=\omega _{p}^{2}+\gamma \left(\omega \right){\frac {T_{\text{e}}}{m}}\mathbf {k} ^{2}.}
여기서 {\displaystyle \omega }는 파동의 각진동수이고,
{\displaystyle \omega _{p}^{2}={\frac {4\pi ne^{2}}{m}}}
는 플라스마 진동수, {\displaystyle e}는 전자 전하의 크기, {\displaystyle m}은 전자 질량, {\displaystyle T_{\text{e}}}는 전자 온도 (볼츠만 상수는 1), 그리고 {\displaystyle \gamma \left(\omega \right)}는 주파수에 따라 1에서 3까지 변하는 요소이다. 높은 주파수, 즉 플라스마 주파수 정도에서는 전자 유체의 압축이 단열과정이며 {\displaystyle \gamma \left(\omega \right)}는 3과 같다. 낮은 주파수에서는 압축이 등온과정이며 {\displaystyle \gamma \left(\omega \right)}는 1과 같다. 플라스마 파동 분산 관계를 얻는 데 지연 효과는 무시되었다.
낮은 주파수에서 분산 관계는 다음과 같이 된다.
{\displaystyle \mathbf {k} ^{2}+\mathbf {k} _{\text{D}}^{2}=0}
여기서
{\displaystyle k_{\text{D}}^{2}={\frac {4\pi ne^{2}}{T_{e}}}}
는 드바이 수이며, 이는 드바이 길이의 역수이다. 이는 전파 인자가 다음임을 시사한다.
{\displaystyle D\left(k\right)\mid _{k_{0}=0}\;=\;{\frac {1}{k^{2}+k_{\text{D}}^{2}}}.}
실제로, 지연 효과를 무시하지 않으면 분산 관계는 다음과 같다.
{\displaystyle -k_{0}^{2}+k^{2}+k_{\text{D}}^{2}-{\frac {m}{T_{\text{e}}}}k_{0}^{2}=0,}
이는 추측한 전파 인자를 실제로 산출한다. 이 전파 인자는 질량이 드바이 길이의 역수와 같은 질량 있는 쿨롱 전파 인자와 동일하다. 따라서 상호작용 에너지는 다음과 같다.
{\displaystyle E={\frac {a_{1}a_{2}}{4\pi r}}\exp \left(-k_{\text{D}}r\right).}
쿨롱 퍼텐셜은 드바이 길이의 길이 스케일에서 차폐된다.

##### 플라스몬
양자 전자 기체에서는 플라스마 파동을 플라스몬이라고 한다. 드바이 차폐는 토마스-페르미 차폐로 대체되어 다음을 산출한다.
{\displaystyle E={\frac {a_{1}a_{2}}{4\pi r}}\exp \left(-k_{\text{s}}r\right)}
여기서 토마스-페르미 차폐 길이의 역수는 다음과 같다.
{\displaystyle k_{\text{s}}^{2}={\frac {6\pi ne^{2}}{\varepsilon _{\text{F}}}}}
그리고 {\displaystyle \varepsilon _{\text{F}}}는 페르미 에너지이다. {\textstyle \varepsilon _{\text{F}}={\frac {\hbar ^{2}}{2m}}\left({3\pi ^{2}n}\right)^{2/3}.}
이 표현은 전자 기체의 화학 퍼텐셜과 푸아송 방정식에서 파생될 수 있다. 평형 근처의 전자 기체의 화학 퍼텐셜은 일정하며 다음과 같이 주어진다.
{\displaystyle \mu =-e\varphi +\varepsilon _{\text{F}}}
여기서 {\displaystyle \varphi }는 전위이다. 페르미 에너지를 밀도 요동의 1차까지 선형화하고 푸아송 방정식과 결합하면 차폐 길이가 산출된다. 매개 입자는 플라스마 파동의 양자 버전이다.

##### 플라스마 또는 전자 기체 내부에 삽입된 두 선 전하
전자 기체에 z축을 따라 전하선이 삽입되어 있다고 가정하자.
{\displaystyle J_{1}\left(x\right)={\frac {a_{1}}{L_{B}}}{\frac {1}{2\pi r}}\delta ^{2}\left(r\right)}
여기서 {\displaystyle r}은 xy 평면에서 전하선까지의 거리, {\displaystyle L_{B}}는 z 방향의 물질 폭이다. 위 첨자 2는 디랙 델타 함수가 2차원임을 나타낸다. 전파 인자는 다음과 같다.
{\displaystyle D\left(k\right)\mid _{k_{0}=0}\;=\;{\frac {1}{\mathbf {k} ^{2}+k_{Ds}^{2}}}}
여기서 {\displaystyle k_{Ds}}는 드바이-휘켈 차폐 길이의 역수 또는 토마스-페르미 차폐 길이의 역수이다.
상호작용 에너지는 다음과 같다.
{\displaystyle E=\left({\frac {a_{1}\,a_{2}}{2\pi L_{B}}}\right)\int _{0}^{\infty }{\frac {k\,dk}{k^{2}+k_{Ds}^{2}}}{\mathcal {J}}_{0}(kr_{12})=\left({\frac {a_{1}\,a_{2}}{2\pi L_{B}}}\right)K_{0}\left(k_{Ds}r_{12}\right)}
여기서 {\displaystyle {\mathcal {J}}_{n}(x)}와 {\displaystyle K_{0}(x)}는 베셀 함수이고 {\displaystyle r_{12}}는 두 선 전하 사이의 거리이다. 상호작용 에너지를 얻기 위해 다음 적분들을 사용했다 (Common integrals in quantum field theory § Integration of the cylindrical propagator with mass 참조)
{\displaystyle \int _{0}^{2\pi }{\frac {d\varphi }{2\pi }}\exp \left(ip\cos \left(\varphi \right)\right)={\mathcal {J}}_{0}(p)}
그리고
{\displaystyle \int _{0}^{\infty }{\frac {k\,dk}{k^{2}+m^{2}}}{\mathcal {J}}_{0}(kr)=K_{0}(mr).}
{\displaystyle k_{Ds}r_{12}\ll 1}일 때,
{\displaystyle K_{0}\left(k_{Ds}r_{12}\right)\to -\ln \left({\frac {k_{Ds}r_{12}}{2}}\right)+0.5772.}

#### 자기장 내부에 삽입된 두 전류 루프 사이의 쿨롱 퍼텐셜

##### 와류 상호작용 에너지
자기장 내부에 삽입된 전자 기체에서 자기장을 따라 축이 있는 튜브 형태의 전하 밀도를 고려하자.
{\displaystyle J_{1}\left(x\right)={\frac {a_{1}}{L_{b}}}{\frac {1}{2\pi r}}\delta ^{2}{\left(r-r_{B1}\right)}}
여기서 {\displaystyle r}은 안내 중심으로부터의 거리, {\displaystyle L_{B}}는 자기장 방향의 물질 폭이다.
{\displaystyle r_{B1}={\frac {{\sqrt {4\pi }}m_{1}v_{1}}{a_{1}B}}={\sqrt {\frac {2\hbar }{m_{1}\omega _{c}}}}}
여기서 사이클로트론 진동수는 (가우스단위계)
{\displaystyle \omega _{c}={\frac {a_{1}B}{{\sqrt {4\pi }}m_{1}c}}}
이고
{\displaystyle v_{1}={\sqrt {\frac {2\hbar \omega _{c}}{m_{1}}}}}
는 자기장 주위의 입자 속도이며, B는 자기장의 크기이다. 속도 공식은 고전 운동 에너지를 자기장 내에서 전하를 띤 입자의 양자 처리에서 란다우 준위 사이의 간격과 같게 설정하여 얻어진다.
이 기하학에서 상호작용 에너지는 다음과 같이 쓸 수 있다.
{\displaystyle E=\left({\frac {a_{1}\,a_{2}}{2\pi L_{B}}}\right)\int _{0}^{\infty }{k\;dk\;}D\left(k\right)\mid _{k_{0}=k_{B}=0}{\mathcal {J}}_{0}\left(kr_{B1}\right){\mathcal {J}}_{0}\left(kr_{B2}\right){\mathcal {J}}_{0}\left(kr_{12}\right)}
여기서 {\displaystyle r_{12}}는 전류 루프 중심 사이의 거리이고 {\displaystyle {\mathcal {J}}_{n}(x)}는 제1종 베셀 함수이다. 상호작용 에너지를 얻기 위해 다음 적분을 사용했다.
{\displaystyle \int _{0}^{2\pi }{\frac {d\varphi }{2\pi }}\exp \left(ip\cos(\varphi )\right)={\mathcal {J}}_{0}(p).}

##### 밀도 섭동으로 인한 전기장
평형 근처의 화학 퍼텐셜은 다음과 같이 주어진다.
{\displaystyle \mu =-e\varphi +N\hbar \omega _{c}=N_{0}\hbar \omega _{c}}
여기서 {\displaystyle -e\varphi }는 전위 내 전자의 위치 에너지이고 {\displaystyle N_{0}}와 {\displaystyle N}은 각각 정전기 퍼텐셜이 없는 경우와 있는 경우 전자 기체 내 입자 수이다.
밀도 요동은 다음과 같다.
{\displaystyle \delta n={\frac {e\varphi }{\hbar \omega _{c}A_{\text{M}}L_{B}}}}
여기서 {\displaystyle A_{\text{M}}}은 자기장에 수직인 평면에서 물질의 면적이다.
푸아송 방정식은 다음을 산출한다.
{\displaystyle \left(k^{2}+k_{B}^{2}\right)\varphi =0}
여기서
{\displaystyle k_{B}^{2}={\frac {4\pi e^{2}}{\hbar \omega _{c}A_{\text{M}}L_{B}}}.}
그러면 전파 인자는 다음과 같다.
{\displaystyle D\left(k\right)\mid _{k_{0}=k_{B}=0}={\frac {1}{k^{2}+k_{B}^{2}}}}
그리고 상호작용 에너지는 다음과 같이 된다.
{\displaystyle E=\left({\frac {a_{1}\,a_{2}}{2\pi L_{B}}}\right)\int _{0}^{\infty }{\frac {k\;dk\;}{k^{2}+k_{B}^{2}}}{\mathcal {J}}_{0}\left(kr_{B1}\right){\mathcal {J}}_{0}\left(kr_{B2}\right){\mathcal {J}}_{0}\left(kr_{12}\right)=\left({\frac {2e^{2}}{L_{B}}}\right)\int _{0}^{\infty }{\frac {k\;dk\;}{k^{2}+k_{B}^{2}r_{B}^{2}}}{\mathcal {J}}_{0}^{2}\left(k\right){\mathcal {J}}_{0}\left(k{\frac {r_{12}}{r_{B}}}\right)}
여기서 두 번째 등호에서 (가우스단위계) 와류가 동일한 에너지와 전자 전하를 가졌다고 가정한다.
플라스몬과 유사하게, 매개 입자는 자기장에 수직으로 전파되는 종방향 플라스마 파동인 어퍼 하이브리드 진동의 양자 버전이다.

##### 각운동량을 가진 전류

###### 델타 함수 전류

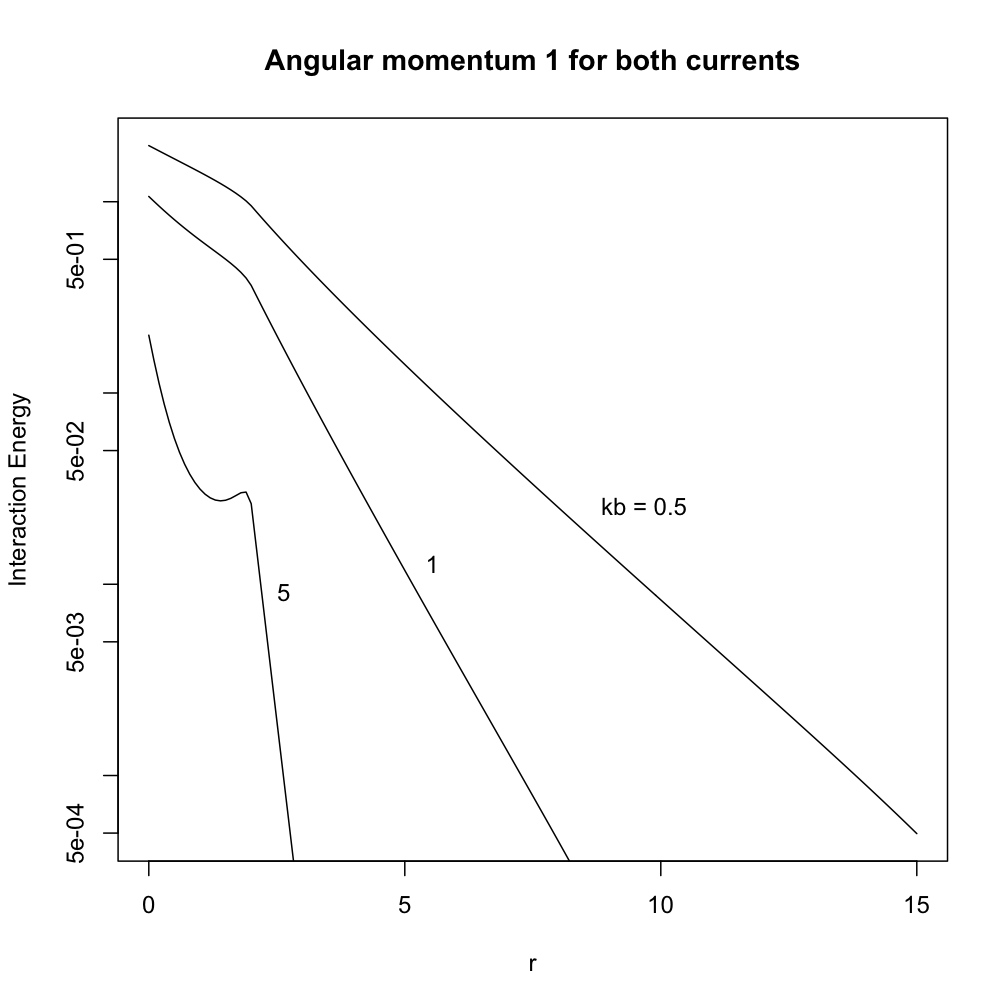
그림 1. 각운동량 값이 1인 상태에 대한 상호작용 에너지 대 r. 곡선은 의 모든 값에 대해 동일하다. 길이는 단위이며, 에너지는 단위이다. 여기서 이다. 의 큰 값에 대해 국소 최솟값이 있음을 주목하라.

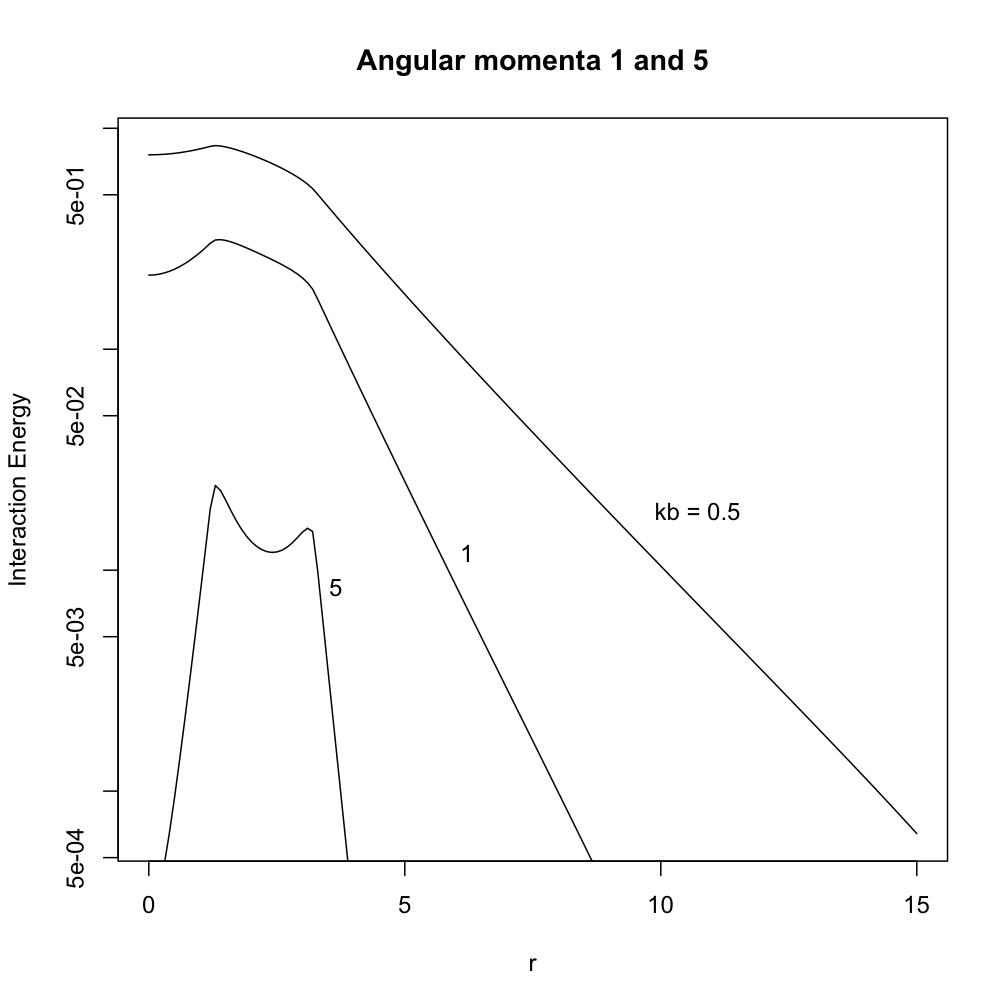
그림 2. 각운동량 값이 1과 5인 상태에 대한 상호작용 에너지 대 r.

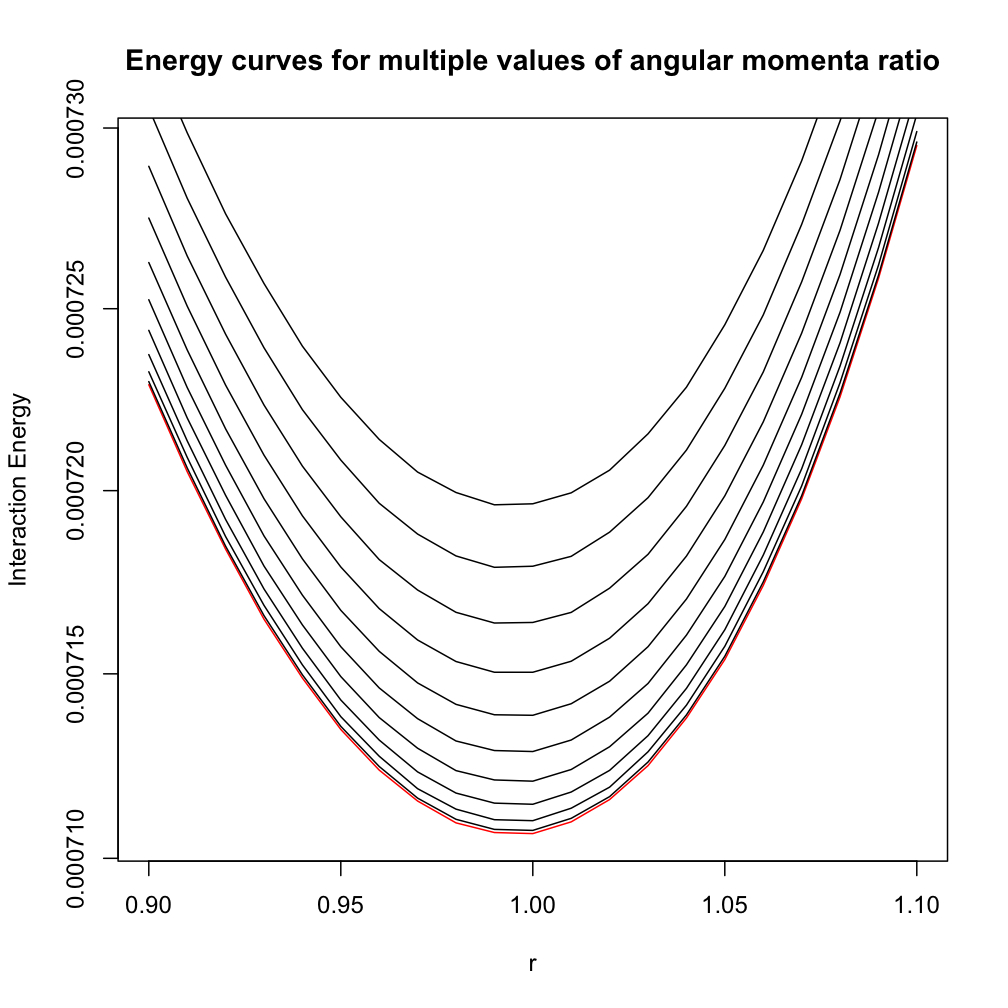
그림 3. 다양한 세타 값에 대한 상호작용 에너지 대 r. 가장 낮은 에너지는 또는 이다. 플롯된 가장 높은 에너지는 이다. 길이는 단위이다.

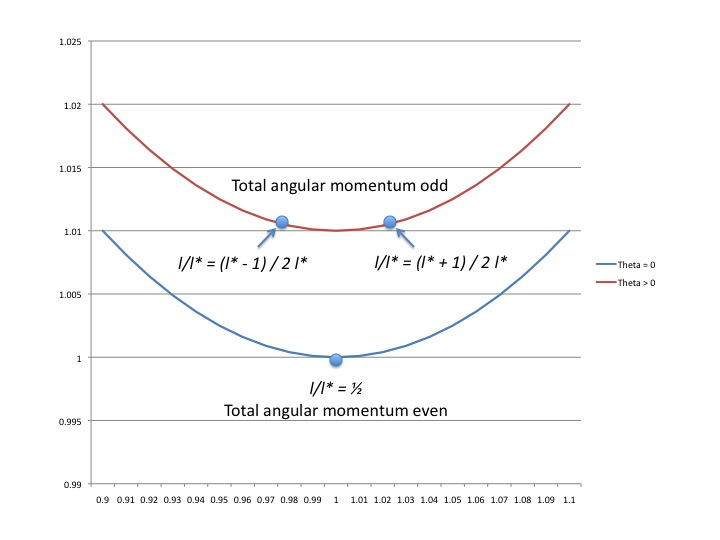
그림 4. 각운동량의 짝수 및 홀수 값에 대한 바닥 상태 에너지. 에너지는 수직 축에, r은 수평 축에 플롯된다. 총 각운동량이 짝수일 때, 에너지 최소값은 또는 일 때 발생한다. 총 각운동량이 홀수일 때, 에너지 최소값에 놓이는 정수 각운동량 값은 없다. 따라서 최소값의 양쪽에 놓이는 두 가지 상태가 있다. 이므로, 주어진 값에 대해 총 에너지는 일 때보다 높다.

고전 전류와 달리 양자 전류 루프는 주어진 에너지에 대해 다양한 라모어 반지름 값을 가질 수 있다.(pp.  187–190 ) 자기장 내에서 전하를 띤 입자의 에너지 상태인 란다우 준위는 다중으로 축퇴되어 있다. 전류 루프는 동일한 에너지를 가질 수 있는 전하를 띤 입자의 각운동량 상태에 해당한다. 구체적으로, 전하 밀도는 다음 반지름 주위에 최고조를 이룬다.
{\displaystyle r_{\ell }={\sqrt {\ell }}\;r_{B}\;\;\;\ell =0,1,2,\ldots }
여기서 {\displaystyle \ell }은 각운동량 양자수이다. {\displaystyle \ell =1}일 때 전자가 라모어 반지름에서 자기장 주위를 궤도 운동하는 고전적인 상황으로 돌아간다. 두 각운동량 {\displaystyle \ell >0}과 {\displaystyle \ell '\geq \ell }의 전류가 상호작용하고, 전하 밀도가 반지름 {\displaystyle r_{\ell }}에서 델타 함수라고 가정하면 상호작용 에너지는 다음과 같다.
{\displaystyle E=\left({\frac {2e^{2}}{L_{B}}}\right)\int _{0}^{\infty }{\frac {k\;dk\;}{k^{2}+k_{B}^{2}r_{\ell }^{2}}}\;{\mathcal {J}}_{0}\left(k\right)\;{\mathcal {J}}_{0}\left({\sqrt {\frac {\ell '}{\ell }}}\;k\right)\;{\mathcal {J}}_{0}\left(k{\frac {r_{12}}{r_{\ell }}}\right).}
{\displaystyle \ell =\ell '}에 대한 상호작용 에너지는 다양한 {\displaystyle k_{B}r_{\ell }} 값에 대해 그림 1에 주어져 있다. 두 가지 다른 값에 대한 에너지는 그림 2에 주어져 있다.

###### 준입자
큰 각운동량 값의 경우, 에너지는 0과 무한대 이외의 거리에서 국소 최솟값을 가질 수 있다. 최솟값은 다음에서 발생한다는 것을 수치적으로 확인할 수 있다.
{\displaystyle r_{12}=r_{\ell \ell '}={\sqrt {\ell +\ell '}}\;r_{B}.}
이는 구속되어 {\displaystyle r_{\ell \ell '}} 거리로 분리된 입자 쌍이 각운동량 {\displaystyle \ell +\ell '}를 가진 단일 준입자처럼 작용한다는 것을 시사한다.
길이를 {\displaystyle r_{\ell \ell '}}로 스케일링하면 상호작용 에너지는 다음과 같이 된다.
{\displaystyle E={\frac {2e^{2}}{L_{B}}}\int _{0}^{\infty }{\frac {k\,dk}{k^{2}+k_{B}^{2}r_{\ell \ell '}^{2}}}\;{\mathcal {J}}_{0}\left(\cos \theta \,k\right)\;{\mathcal {J}}_{0}(\sin \theta \,k)\;{\mathcal {J}}_{0}{\left(k{\frac {r_{12}}{r_{\ell \ell '}}}\right)}}
여기서
{\displaystyle \tan \theta ={\sqrt {\frac {\ell }{\ell '}}}.}
에너지가 최소인 {\displaystyle r_{12}} 값인 {\displaystyle r_{12}=r_{\ell \ell '}}은 비율 {\textstyle \tan \theta ={\sqrt {{\ell }/{\ell '}}}}에 독립적이다. 그러나 최소값에서의 에너지 값은 비율에 따라 달라진다. 가장 낮은 에너지 최소값은 다음에서 발생한다.
{\displaystyle {\frac {\ell }{\ell '}}=1.}
비율이 1과 다르면 에너지 최솟값이 더 높다(그림 3). 따라서 총 운동량이 짝수 값인 경우, 가장 낮은 에너지는 (그림 4)
{\displaystyle \ell =\ell '=1}
또는
{\displaystyle {\frac {\ell }{\ell ^{*}}}={\frac {1}{2}}}
여기서 총 각운동량은 다음과 같이 쓸 수 있다.
{\displaystyle \ell ^{*}=\ell +\ell '.}
총 각운동량이 홀수인 경우, 최솟값은 {\displaystyle \ell =\ell '.}에서 발생할 수 없다. 홀수 총 각운동량에 대한 가장 낮은 에너지 상태는 다음에서 발생한다.
{\displaystyle {\frac {\ell }{\ell ^{*}}}=\;{\frac {\ell ^{*}\pm 1}{2\ell ^{*}}}}
또는
{\displaystyle {\frac {\ell }{\ell ^{*}}}={\frac {1}{3}},{\frac {2}{5}},{\frac {3}{7}},{\text{등,}}}
그리고
{\displaystyle {\frac {\ell }{\ell ^{*}}}={\frac {2}{3}},{\frac {3}{5}},{\frac {4}{7}},{\text{등,}}}
이는 또한 분수 양자 홀 효과에서 충전 인자에 대한 계열로도 나타난다.

###### 파동 함수에 걸쳐 퍼져 있는 전하 밀도
전하 밀도는 실제로 델타 함수에 집중되어 있지 않다. 전하는 파동 함수에 걸쳐 퍼져 있다. 이 경우 전자 밀도는 다음과 같다.:189
{\displaystyle {\frac {1}{\pi r_{B}^{2}L_{B}}}{\frac {1}{n!}}\left({\frac {r}{r_{B}}}\right)^{2l}\exp \left(-{\frac {r^{2}}{r_{B}^{2}}}\right).}
상호작용 에너지는 다음과 같이 된다.
{\displaystyle E=\left({\frac {2e^{2}}{L_{B}}}\right)\int _{0}^{\infty }{\frac {k\;dk\;}{k^{2}+k_{B}^{2}r_{B}^{2}}}\;M{\left(\ell +1,1,-{\frac {k^{2}}{4}}\right)}\;M{\left(\ell '+1,1,-{\frac {k^{2}}{4}}\right)}\;{\mathcal {J}}_{0}{\left(k{\frac {r_{12}}{r_{B}}}\right)}}
여기서 {\displaystyle M}은 합류 초지하 함수 또는 쿠머 함수이다. 상호작용 에너지를 얻기 위해 다음 적분을 사용했다 (Common integrals in quantum field theory § Integration over a magnetic wave function 참조)
{\displaystyle {\frac {2}{n!}}\int _{0}^{\infty }dr\;r^{2n+1}e^{-r^{2}}J_{0}(kr)=M\left(n+1,1,-{\frac {k^{2}}{4}}\right).}
델타 함수 전하와 마찬가지로, 에너지가 국소 최소값을 갖는 {\displaystyle r_{12}} 값은 개별 전류의 각운동량과는 상관없이 총 각운동량에만 의존한다. 또한, 델타 함수 전하와 마찬가지로, 최소값에서의 에너지는 각운동량 비율이 1에서 벗어날수록 증가한다. 따라서 다음 계열은
{\displaystyle {\frac {\ell }{\ell ^{*}}}={\frac {1}{3}},{\frac {2}{5}},{\frac {3}{7}},{\text{등,}}}
그리고
{\displaystyle {\frac {\ell }{\ell ^{*}}}={\frac {2}{3}},{\frac {3}{5}},{\frac {4}{7}},{\text{등,}}}
파동 함수에 의해 퍼져 있는 전하의 경우에도 나타난다.
라플린 파동 함수는 준입자 파동 함수에 대한 가설 풀이이다. 상호작용 에너지의 기대값이 라플린 파동 함수에 대해 취해지면, 이 계열도 보존된다.

### 자기정역학

#### 진공에서의 다윈 상호작용
전하를 띤 움직이는 입자는 다른 전하를 띤 입자의 운동에 영향을 미치는 자기장을 생성할 수 있다. 이 효과의 정적 버전은 다윈 상호작용이라고 불린다. 이를 계산하기 위해 움직이는 전하에 의해 공간에 생성되는 전류를 고려하자.
{\displaystyle \mathbf {J} _{1}{\left(\mathbf {x} \right)}=a_{1}\mathbf {v} _{1}\delta ^{3}{\left(\mathbf {x} -\mathbf {x} _{1}\right)}}
{\displaystyle \mathbf {J} _{2}}에 대한 유사한 표현과 함께.
이 전류의 푸리에 변환은 다음과 같다.
{\displaystyle \mathbf {J} _{1}{\left(\mathbf {k} \right)}=a_{1}\mathbf {v} _{1}\exp \left(i\mathbf {k} \cdot \mathbf {x} _{1}\right).}
전류는 횡방향 및 종방향 부분으로 분해될 수 있다 (헬름홀츠 정리 참조).
{\displaystyle \mathbf {J} _{1}{\left(\mathbf {k} \right)}=a_{1}\left[1-{\hat {\mathbf {k} }}{\hat {\mathbf {k} }}\right]\cdot \mathbf {v} _{1}\exp \left(i\mathbf {k} \cdot \mathbf {x} _{1}\right)+a_{1}\left[{\hat {\mathbf {k} }}{\hat {\mathbf {k} }}\right]\cdot \mathbf {v} _{1}\exp \left(i\mathbf {k} \cdot \mathbf {x} _{1}\right).}
모자는 단위 벡터를 나타낸다. 마지막 항은 다음 때문에 사라진다.
{\displaystyle \mathbf {k} \cdot \mathbf {J} =-k_{0}J^{0}\to 0,}
이는 전하 보존에서 비롯된다. 여기서 {\displaystyle k_{0}}는 정적 힘을 고려하고 있으므로 0이다.
이러한 형태의 전류에서 상호작용 에너지는 다음과 같이 쓸 수 있다.
{\displaystyle E=a_{1}a_{2}\int {\frac {d^{3}\mathbf {k} }{(2\pi )^{3}}}\;\;D\left(k\right)\mid _{k_{0}=0}\;\mathbf {v} _{1}\cdot \left[1-{\hat {\mathbf {k} }}{\hat {\mathbf {k} }}\right]\cdot \mathbf {v} _{2}\;\exp \left(i\mathbf {k} \cdot \left(\mathbf {x} _{1}-\mathbf {x} _{2}\right)\right).}
프로카 라그랑주에 대한 전파 인자 방정식은 다음과 같다.
{\displaystyle \eta _{\mu \alpha }\left(\partial ^{2}+m^{2}\right)D^{\alpha \nu }\left(x-y\right)=\delta _{\mu }^{\nu }\delta ^{4}\left(x-y\right).}
공간꼴 해는 다음과 같다.
{\displaystyle D\left(k\right)\mid _{k_{0}=0}\;=\;-{\frac {1}{k^{2}+m^{2}}},}
이는 다음을 산출한다.
{\displaystyle E=-a_{1}a_{2}\int {\frac {d^{3}\mathbf {k} }{(2\pi )^{3}}}\;\;{\frac {\mathbf {v} _{1}\cdot \left[1-{\hat {\mathbf {k} }}{\hat {\mathbf {k} }}\right]\cdot \mathbf {v} _{2}}{k^{2}+m^{2}}}\;\exp \left(i\mathbf {k} \cdot \left(\mathbf {x} _{1}-\mathbf {x} _{2}\right)\right),}
여기서 {\textstyle k=|\mathbf {k} |}이다. 적분은 다음으로 평가된다 (Common integrals in quantum field theory § Transverse potential with mass 참조)
{\displaystyle E=-{\frac {1}{2}}{\frac {a_{1}a_{2}}{4\pi r}}e^{-mr}\left\{{\frac {2}{\left(mr\right)^{2}}}\left(e^{mr}-1\right)-{\frac {2}{mr}}\right\}\mathbf {v} _{1}\cdot \left[1+{\hat {\mathbf {r} }}{\hat {\mathbf {r} }}\right]\cdot \mathbf {v} _{2}}
이는 작은 m의 극한에서 다음으로 축소된다.
{\displaystyle E=-{\frac {1}{2}}{\frac {a_{1}a_{2}}{4\pi r}}\mathbf {v} _{1}\cdot \left[1+{\hat {\mathbf {r} }}{\hat {\mathbf {r} }}\right]\cdot \mathbf {v} _{2}}
상호작용 에너지는 상호작용 라그랑주의 음수이다. 같은 방향으로 이동하는 두 동종 입자의 경우 상호작용은 인력이며, 이는 쿨롱 상호작용과 반대이다.

#### 플라스마에서의 다윈 상호작용
플라스마에서 전자기파의 분산 관계는 다음과 같다.(pp.  100–103 ) ({\displaystyle c=1})
{\displaystyle k_{0}^{2}=\omega _{p}^{2}+k^{2},}
이는 다음을 의미한다.
{\displaystyle D\left(k\right)\mid _{k_{0}=0}\;=\;-{\frac {1}{k^{2}+\omega _{p}^{2}}}.}
여기서 {\displaystyle \omega _{p}}는 플라스마 진동수이다. 따라서 상호작용 에너지는 다음과 같다.
{\displaystyle E=-{\frac {1}{2}}{\frac {a_{1}a_{2}}{4\pi r}}\mathbf {v} _{1}\cdot \left[1+{\hat {\mathbf {r} }}{\hat {\mathbf {r} }}\right]\cdot \mathbf {v} _{2}\;e^{-\omega _{p}r}\left\{{\frac {2}{\left(\omega _{p}r\right)^{2}}}\left(e^{\omega _{p}r}-1\right)-{\frac {2}{\omega _{p}r}}\right\}.}

#### 단순 플라스마 또는 전자 기체 내의 전류 루프 사이의 자기 상호작용

##### 상호작용 에너지
단순 플라스마 또는 전자 기체 내부에 삽입된 자기장에서 회전하는 전류 튜브를 고려하자. 자기장에 수직인 평면에 놓인 전류는 다음과 같이 정의된다.
{\displaystyle \mathbf {J} _{1}(\mathbf {x} )=a_{1}v_{1}{\frac {1}{2\pi rL_{B}}}\;\delta ^{2}{\left(r-r_{B1}\right)}\left({\hat {\mathbf {b} }}\times {\hat {\mathbf {r} }}\right)}
여기서
{\displaystyle r_{B1}={\frac {{\sqrt {4\pi }}m_{1}v_{1}}{a_{1}B}}}
이고 {\displaystyle {\hat {\mathbf {b} }}}는 자기장 방향의 단위 벡터이다. 여기서 {\displaystyle L_{B}}는 자기장 방향의 물질 차원을 나타낸다. 파수 벡터에 수직인 횡파 전류는 횡파를 구동한다.
상호작용 에너지는 다음과 같다.
{\displaystyle E=\left({\frac {a_{1}\,a_{2}}{2\pi L_{B}}}\right)v_{1}\,v_{2}\,\int _{0}^{\infty }{k\;dk\;}D\left(k\right)\mid _{k_{0}=k_{B}=0}{\mathcal {J}}_{1}{\left(kr_{B1}\right)}{\mathcal {J}}_{1}{\left(kr_{B2}\right)}{\mathcal {J}}_{0}{\left(kr_{12}\right)}}
여기서 {\displaystyle r_{12}}는 전류 루프 중심 사이의 거리이고 {\displaystyle {\mathcal {J}}_{n}(x)}는 제1종 베셀 함수이다. 상호작용 에너지를 얻기 위해 다음 적분들을 사용했다.
{\displaystyle \int _{0}^{2\pi }{\frac {d\varphi }{2\pi }}\exp \left(ip\cos \left(\varphi \right)\right)={\mathcal {J}}_{0}\left(p\right)}
그리고
{\displaystyle \int _{0}^{2\pi }{\frac {d\varphi }{2\pi }}\cos \left(\varphi \right)\exp \left(ip\cos \left(\varphi \right)\right)=i{\mathcal {J}}_{1}\left(p\right).}
Common integrals in quantum field theory § Angular integration in cylindrical coordinates 참조.
자기장에 수직인 평면에 국한된 플라스마 내의 전류는 X-파동을 생성한다.(pp.  110–112 ) 이 파동은 상호작용하고 전자기장을 수정하는 홀 전류를 생성한다. X-파동의 분산 관계는 다음과 같다.:112
{\displaystyle -k_{0}^{2}+k^{2}+\omega _{p}^{2}{\frac {k_{0}^{2}-\omega _{p}^{2}}{k_{0}^{2}-\omega _{H}^{2}}}=0,}
이는 전파 인자에 대해 다음을 산출한다.
{\displaystyle D\left(k\right)\mid _{k_{0}=k_{B}=0}\;=\;-\left({\frac {1}{k^{2}+k_{X}^{2}}}\right)}
여기서
{\displaystyle k_{X}\equiv {\frac {\omega _{p}^{2}}{\omega _{H}}}}
다윈 전파 인자와 유사하다. 여기서 상부 혼성 주파수는 다음과 같이 주어진다.
{\displaystyle \omega _{H}^{2}=\omega _{p}^{2}+\omega _{c}^{2},}
사이클로트론 진동수는 다음과 같이 주어진다 (가우스단위계)
{\displaystyle \omega _{c}={\frac {eB}{mc}},}
그리고 플라스마 진동수 (가우스단위계)
{\displaystyle \omega _{p}^{2}={\frac {4\pi ne^{2}}{m}}.}
여기서 n은 전자 밀도, e는 전자 전하의 크기, 그리고 m은 전자 질량이다.
동종 전류의 경우 상호작용 에너지는 다음과 같이 된다.
{\displaystyle E=-\left({\frac {a^{2}}{2\pi L_{B}}}\right)v^{2}\,\int _{0}^{\infty }{\frac {k\;dk}{k^{2}+k_{X}^{2}}}{\mathcal {J}}_{1}^{2}\left(kr_{B}\right){\mathcal {J}}_{0}\left(kr_{12}\right)}

##### 전류 루프 사이의 작은 거리의 극한
전류 루프 사이의 거리가 작을 때,
{\displaystyle E=-E_{0}\;I_{1}{\left(\mu \right)}K_{1}{\left(\mu \right)}}
여기서
{\displaystyle E_{0}=\left({\frac {a^{2}}{2\pi L_{B}}}\right)v^{2}}
이고
{\displaystyle \mu ={\frac {\omega _{p}^{2}r_{B}}{\omega _{H}}}=k_{X}\;r_{B}}
이며 I와 K는 변형 베셀 함수이다. 우리는 두 전류가 동일한 전하와 속도를 가졌다고 가정했다.
다음 적분을 사용했다 (Common integrals in quantum field theory § Integration of the cylindrical propagator with mass 참조)
{\displaystyle \int _{o}^{\infty }{\frac {k\;dk}{k^{2}+m^{2}}}{\mathcal {J}}_{1}^{2}\left(kr\right)=I_{1}\left(mr\right)K_{1}\left(mr\right).}
작은 mr에 대해 적분은 다음과 같이 된다.
{\displaystyle I_{1}{\left(mr\right)}K_{1}{\left(mr\right)}\to {\frac {1}{2}}\left[1-{\frac {1}{8}}\left(mr\right)^{2}\right].}
큰 mr에 대해 적분은 다음과 같이 된다.
{\displaystyle I_{1}\left(mr\right)K_{1}\left(mr\right)\rightarrow {\frac {1}{2}}\;\left({\frac {1}{mr}}\right).}

##### 양자 홀 효과와의 관계
차폐 파수는 다음과 같이 쓸 수 있다 (가우스단위계)
{\displaystyle \mu ={\frac {\omega _{p}^{2}r_{B}}{\omega _{H}c}}=\left({\frac {2e^{2}r_{B}}{L_{B}\hbar c}}\right){\frac {\nu }{\sqrt {1+{\frac {\omega _{p}^{2}}{\omega _{c}^{2}}}}}}=2\alpha \left({\frac {r_{B}}{L_{B}}}\right)\left({\frac {1}{\sqrt {1+{\frac {\omega _{p}^{2}}{\omega _{c}^{2}}}}}}\right)\nu }
여기서 {\displaystyle \alpha }는 미세 구조 상수이고 충전 인자는 다음과 같다.
{\displaystyle \nu ={\frac {2\pi N\hbar c}{eBA}}}
그리고 N은 물질 내 전자 수이고 A는 자기장에 수직인 물질의 면적이다. 이 매개변수는 양자 홀 효과 및 분수 양자 홀 효과에서 중요하다. 충전 인자는 바닥 상태 에너지에서 점유된 란다우 상태의 분율이다.
양자 홀 효과에서 관심 있는 경우, {\displaystyle \mu }는 작다. 이 경우 상호작용 에너지는 다음과 같다.
{\displaystyle E=-{\frac {E_{0}}{2}}\left[1-{\frac {1}{8}}\mu ^{2}\right]}
여기서 (가우스단위계)
{\displaystyle E_{0}={4\pi }{\frac {e^{2}}{L_{B}}}{\frac {v^{2}}{c^{2}}}={8\pi }{\frac {e^{2}}{L_{B}}}\left({\frac {\hbar \omega _{c}}{mc^{2}}}\right)}
는 충전 인자가 0일 때의 상호작용 에너지이다. 우리는 고전 운동 에너지를 양자 에너지와 같게 설정했다.
{\displaystyle {\frac {1}{2}}mv^{2}=\hbar \omega _{c}.}

### 중력
중력 교란은 에너지-운동량 텐서 {\displaystyle T^{\mu \nu }}에 의해 생성된다. 따라서 중력장의 라그랑주는 스핀-2이다. 교란이 정지 상태에 있으면 에너지-운동량 텐서의 {\displaystyle 00} 성분만 지속된다. 중력자에 질량을 부여한 다음 계산 끝에 질량을 0으로 만드는 동일한 트릭을 사용하면 전파 인자는 다음과 같이 된다.
{\displaystyle D\left(k\right)\mid _{k_{0}=0}\;=\;-{\frac {4}{3}}{\frac {1}{k^{2}+m^{2}}}}
그리고,
{\displaystyle E=-{\frac {4}{3}}{\frac {a_{1}a_{2}}{4\pi r}}\exp \left(-mr\right),}
이는 다시 한번 척력이 아니라 인력이다. 계수는 교란의 질량에 비례한다. 작은 중력자 질량의 극한에서 우리는 뉴턴 법칙의 역제곱 거동을 회복한다.(pp.  32–37 )
그러나 정전기학의 경우와 달리 보손의 작은 질량 극한을 취해도 올바른 결과가 산출되지 않는다. 더 엄격한 처리는 에너지에서 4/3이 아닌 1의 인자를 산출한다.:35